# Ian Hunter (skådespelare)
Ian Hunter, född 13 juni 1900 i Kapstaden, Sydafrika, död 23 september 1975 i London, England, var en brittisk skådespelare.

## Biografi
Hunter föddes i Sydafrika av brittiska föräldrar. En stor del av sin uppväxt tillbringade han i Afrika. Det var först när han var i tonåren som hans familj återvände till England för att bo där. Under början av första världskriget började Hunter intressera sig för skådespeleri. Vid sjutton års ålder, år 1917, gick han med i den franska armén och tog del i kriget fram till dess slut. 
Två år senare gjorde han sin debut som skådespelare i olika pjäser. Med tiden började han även att medverka i filmer. En av sina första filmroller gjorde han i Not for Sale år 1924. År 1927 träffade han Alfred Hitchcock och fick en av huvudrollerna i filmen Cirkusboxaren. Samma år fick han medverka i en annan Hitchcock-film, Downhill. Efter att ha medverkat i några diverse stumfilmer träffade han Hitchcock igen och medverkade i hans film Olovlig kärlek 1928, vilken blev Hunters biljett till Hollywood. Vid sidan av filmkarriären medverkade han i diverse pjäser på Broadway.
Han gifte sig med Catherine Casha Pringle år 1917 och de fick två barn. Ett av dem, Robin Hunter, är också skådespelare.

## Filmografi i urval
- 1924 – Not for Sale
- 1925 – A Girl of London
- 1927 – Cirkusboxaren
- 1928 – Olovlig kärlek
- 1929 – Nöjenas gata
- 1933 – The Man from Toronto
- 1935 – The Night of the Party
- 1936 – Kvarterets hjälte
- 1938 – Robin Hoods äventyr
- 1939 – Tarzans pojke
- 1941 – Inte ikväll, min vän!
- 1947 – Kvinnor och älskare
- 1954 – Aprilmordet
- 1956 – Jagad över haven
- 1957 – Natten det brann